# Амир аль-муминин
- Праведные халифы
- Омейяды
- Аббасиды
- Османские султаны
- Афганские эмиры

Ами́р аль-мумини́н (араб. أمير المؤمنين‎ — повелитель правоверных) — титул халифов и других мусульманских правителей. 
Если правитель носит титул амир аль-муминин, это означает не только его политическую власть, но и духовную.

## История
По мнению суннитов, первым, кому был дан титул амир аль-муминин, был Умар ибн аль-Хаттаб. По мнению шиитов, титул был дан Али ибн Абу Талибу ещё во время жизни пророка Мухаммеда и принадлежит только ему.
Титул амир аль-муминин принимали халифы из династии Омейядов и Аббасидов, и он до сих пор используется в отношении некоторых мусульманских лидеров и современных арабских монархов. В соответствии с марокканской конституцией, король Марокко является амир аль-муминином.
В 1996 году лидер талибов мулла Мухаммед Омар был провозглашён амир аль-муминином и сосредоточил в своих руках всю полноту политической, военной и религиозной власти.